# B.C. II: Grog's Revenge
B.C. II: Grog's Revenge è un videogioco pubblicato nel 1984 per ColecoVision, Commodore 64, MSX e Coleco Adam, seguito di B.C.'s Quest for Tires, basato sulla striscia a fumetti a tema preistorico B.C.
Venne pubblicizzato anche per ZX Spectrum, ma mai pubblicato.

## Trama
Come nel precedente titolo, il giocatore controlla Thor, il personaggio inventore della ruota, che viaggia a cavalcioni di una singola ruota di pietra, il mezzo di trasporto assurdo tipico del fumetto. Stavolta deve trovare il Senso della vita che si nasconde in un labirinto di montagne spoglie e ripidissime, percorribili grazie a tornanti, caverne e ponti. Per attraversare i ponti, che collegano una montagna all'altra, bisogna pagare a Peter un pedaggio di 100 conchiglie, usate come moneta nel mondo di B.C. Sulle montagne si aggira il principale avversario che è ovviamente Grog, il cavernicolo incapace di parlare, che se solo incontra Thor, lo fa schizzare via con il suo potentissimo urlo "grog". Se si completa il gioco, tuttavia, si scopre che il Senso della vita non è altro che uno scherzo di Grog, che lancerà il solito "grog".

## Modalità di gioco
La visuale è sul fianco della montagna, con l'effetto della profondità, a scorrimento orizzontale libero in entrambi i sensi. Thor si può muovere in tutte le direzioni, ma senza mai fermarsi; tenendo premuto il pulsante si aumenta temporaneamente la velocità. Sulla strada si trovano numerose conchiglie da raccogliere, ma nel frattempo le sta raccogliendo anche Grog.
Oltre al costante pericolo di cadere giù dal ciglio della strada (nello stile dei cartoni animati, prima precipita la ruota e poi Thor) o di sbattere contro la parete della montagna, bisogna evitare buche, rocce, e i dinosauri tyredactil che mangiano le ruote.
Le caverne permettono di raggiungere punti diversi della montagna passando al suo interno. Quando si attraversa una caverna la visuale diventa a scorrimento verticale verso l'alto; è buio pesto e si vede solo l'area illuminata dal fanale di fronte a Thor. Anche qui ci sono molte conchiglie, ma bisogna evitare le stalagmiti.
Una minimappa mostra il lato della montagna dove ci si trova attualmente, compresa l'eventuale posizione di Grog. La sua vicinanza è indicata anche da un segnale acustico; se Grog appare nella schermata, la partita viene persa all'istante, indipendentemente dal numero di vite rimaste.
I livelli corrispondono alle varie montagne, contrassegnate da lettere. Per superare una montagna bisogna raggiungere il ponte con conchiglie sufficienti a pagare il pedaggio; con ulteriori conchiglie si possono guadagnare vite. Dentro alcune caverne è anche possibile, premendo combinazioni di tasti sulle quali il manuale dà degli indizi, saltare direttamente alla montagna successiva.